# Омь
Омь (сиб. 
Ом) — река в Западной Сибири, протекает по территории Омской и Новосибирской областей, правый приток Иртыша.

## Этимология
Омь на наречии барабинских татар означает «тихая». Местное название реки в Барабе и Прииртышье — уменьшительное Омка.

## География
Исток находится на Васюганской равнине, берёт своё начало из озера Омского, которое расположено среди Васюганских болот. Далее река течёт по Барабинской низменности в общем направлении на запад. Устье реки находится в Омске, на 1831 километре от устья Иртыша по его правому берегу.
На Оми расположены города Калачинск, Куйбышев и Омск, который получил своё имя от реки.
В Новосибирской области протекает по Убинскому, Куйбышевскому, Чановскому, Венгеровскому, Татарскому и Усть-Таркскому районам.

В Омской области протекает по Нижнеомскому, Калачинскому, Кормиловскому и Омскому районам.

## Гидрология
Длина реки — 1091 км, площадь водосборного бассейна — 52 600 км², среднегодовой расход воды — 64 м³/сек, максимальный расход воды — 814 м³/сек. В советское время была судоходна в среднем течении от города Куйбышева до пристани Усть-Тарка (369 км). Ныне река не входит в Перечень внутренних водных путей РФ.
Основные притоки Оми: Ачаирка, Ича (верхний приток Оми), Ича (нижний приток Оми), Угурманка, Узакла, Кама, Тарка, Тартас, Тарбуга.
Речная долина в верхнем течении неясно выражена, её склоны незаметно сливаются с прилегающей местностью. В среднем и нижнем её течении — трапецеидальная, местами асимметричная. Ширина её колеблется в больших пределах от 200 метров до 18 км. Склоны речной долины в верховьях — пологие, а в нижней части — крутые, иногда обрывистые.
Долина реки трапецеидальная, местами асимметричная, ширина её колеблется в больших пределах от 200 метров до 18 км. Склоны вначале пологие, у реки — умеренно крутые до обрывистых, участками облесены и распаханы.
Пойма — преимущественно двусторонняя, местами заболоченная, пересечённая отдельными гривами, в нижней части односторонняя. Наименьшая её ширина — 250 м, наибольшая — 16,5 км.
Ширина русла в межень 40—84 м, местами на излучинах 110—220 м. Глубина воды на перекатах составляет 0,3—1,5 м, на плёсах 2,0—4,1 м.
Средние скорости течения изменяются от 0,1 до 0,6 м/с на плёсах и от 0,3 до 1,0 м/с на перекатах.
Скорости течения не более 0,3—0,4 м/с, максимальные — до 1,4 м/с. Питание преимущественно снеговое. Половодье с мая по июль, иногда до августа. Ледостав во второй половине октября — первой половине ноября, ледоход — в апреле — начале мая. Меженные берега открытые и заросшие кустарником, высотой 2—10 м. Среднегодовой расход реки в устье — 52 м³/сек.
Русло реки на протяжении 5 км от истока неясно выражено и представляет ряд небольших озеровидпых расширений, соединяющиеся между собой. Ниже русло хорошо выраженное, сильно извилистое, неразветвленное.
Ширина реки изменяется от 15—25 метров в верховьях, до 150—180 метров в среднем течении и до 220 м в нижнем. Глубины колеблются от 0,2 до 3,0 м в верховьях и от 0,5 до 5,5 м в нижнем течении.

## Историческая справка
Первые географические сведения о реке Оми находятся в Чертёжной книге Сибири, составленной Семёном Ремезовым в 1701 году.
В 1937 году на первой надпойменной террасе правого берега реки Омь, в 10-12 километрах к северо-востоку от места впадения Оми в Иртыш было открыто городище Большой Лог. Здесь, на площади 2500 м². были выявлены жилища, комплекс керамики и инвентаря позднекулайского облика.
В 7 км к югу от Венгерова на реке Оми находится погребально-ритуальный комплекс Сопка-2 эпохи бронзы.

## Экология
В 1967 году подъём воды в Иртыше создал подпор в устье Омки, что привело к остановке течения маленькой реки. За несколько часов она превратилась в болото, возникла угроза экологического бедствия.
В 1980-е годы течение в Оми сошло на нет и река «зацвела», стала зарастать водной растительностью. Чтобы разогнать стоячую воду, по Оми пустили суда на воздушной подушке, которые доходили до села Сыропятского. Для того чтобы пустить суда, пришлось очистить Омку от запруд и свайных полей под мостами.
В последние годы река катастрофически мелеет. Источником воды для Оми являются Васюганские болота и озёра Новосибирской области, но с каждым годом водосброс сокращается, в районах, где протекает Омь, всё больше ощущается дефицит воды.
В Федеральной целевой программе обеспечения жителей РФ питьевой водой, принятой в 1999 году, в качестве первоочередных задач для Омской области фигурировали завершение строительства канала Иртыш — Омь и строительство водохранилища в районе Калачинска.
За последние 5 лет[какие?] река угрожает затоплением в районе г. Куйбышева, вокруг которого были подняты берега. Связано это с большим снегонакоплением на Васюганских болотах.
Магистральный канал Иртыш — Омь спроектировали и на 75 процентов построили в советский период. Первоначально канал был разработан в составе Иртышской оросительной системы, проект которой был утверждён Минводхозом СССР 25 ноября 1980 года, но впоследствии его выделили в отдельный проект.
Главными задачами строительства МК были повышение водообеспеченности орошаемых земель в районе русла Оми общей площадью 51 тысяча гектаров и улучшение снабжения питьевой водой населения Горьковского, Нижнеомского, Калачинского, Кормиловского и Омского районов. Канал начинается в двух километрах севернее деревни Исаковка Горьковского района. Общая протяжённость канала — 53,9 км. Последние 14,8 километра приходятся на русло реки Ачаирки. Построено две насосные станции.

## Притоки
(км от устья)
Омская область
- 86 км: Тарбуга (пр)
- 236 км: Ачаирка (пр)
- 301 км: Еланка (пр)

Новосибирская область
- 358 км: Тарка (пр)
- Даниловка (лв)[10]
- 510 км: Тартас (пр)
- 529 км: Кама (пр)
- 531 км: Кулас (лв)
- 584 км: Ича (пр)[11]
- 644 км: Узакла (пр)
- 670 км: Казык (лв)
- 820 км: Кондусла (лв)
- 862 км: Угурманка (лв)
- 877 км: Рябковка (пр)
- 912 км: осушительный канал (пр)
- 918 км: осушительный канал (лв)
- 919 км: осушительный канал Осиновый (лв)
- 935 км: Мусиха (лв)
- 946 км: Амгут (пр)
- 959 км: Убинка (лв)
- 993 км: Ича (пр)
- 1017 км: Сенча (лв)
- 1031 км: Ляча (лв)

## Мосты
(от устья к истоку)
Омская область
- Юбилейный мост (авто) в Омске
- Комсомольский мост (авто) в Омске
- Фрунзенский мост (авто) в Омске
- Октябрьский мост (авто, трамвай) в Омске
- Железнодорожный мост в Омске
- Сыропятский мост (авто) близ села Сыропятка Кормиловского района
- Автомобильный мост близ посёлка Кормиловка
- Автомобильный мост близ города Калачинск
- Калачинский автомобильный мост
- Пешеходный мост в Нижней Омке
- Автодорожный мост в Нижней Омке
- Автодорожный мост близ села Хомутинка

Новосибирская область
- Автодорожный мост в селе Усть-Тарка
- Автодорожный мост близ села Богословка
- Автодорожный мост близ села Старый Тартас
- Автодорожный мост близ села Старые Карачи
- Новый Автодорожный мост в городе Куйбышев
- Старый Автодорожный мост в городе Куйбышев
- Понтонный мост в городе Куйбышев
- Автомобильный мост в Куйбышеве
- Понтонный мост в городе Куйбышев
- Автомобильный мост в Куйбышеве
- Автомобильный мост между сёл Чумаково и Ушково
- Автомобильный мост близ села Зоново

## Омь в культуре
Поэт Леонид Мартынов в своих стихах описывал Омь в образе речки Тишины.
Река Омь попала на обложку альбома «Здорово и вечно» группы «Гражданская оборона», выпущенного в 1989 году.

## Галерея
- Вид с нового моста на реку и район города Мошнино
- Место впадения Оми в Иртыш